# Lijst van voetbalinterlands Kenia - Malawi
Deze lijst van voetbalinterlands is een overzicht van alle officiële voetbalwedstrijden tussen de nationale teams van Kenia en Malawi. De landen speelden tot op heden 39 keer tegen elkaar. De eerste ontmoeting, een vriendschappelijke wedstrijd, werd gespeeld in Lilongwe op 6 juli 1968. Het laatste duel, eveneens een vriendschappelijke wedstrijd, vond plaats op 23 maart 2024 in de Malawische hoofdstad.

## Wedstrijden
| №  | Plaats        | Datum             | Competitie                   | Wedstrijd      | Uitslag |
| -- | ------------- | ----------------- | ---------------------------- | -------------- | ------- |
| 1  | Lilongwe      | 6 juli 1968       | Vriendschappelijk            | Malawi − Kenia | 2 − 2   |
| 2  | Lusaka        | 9 november 1975   | CECAFA Cup 1975              | Kenia − Malawi | 0 − 0   |
| 3  | ?             | 6 juli 1976       | Vriendschappelijk            | Malawi − Kenia | 1 − 0   |
| 4  | Zanzibar      | 9 november 1976   | CECAFA Cup 1976              | Malawi − Kenia | 2 − 2   |
| 5  | Nairobi       | 8 december 1977   | CECAFA Cup 1977              | Malawi − Kenia | 2 − 1   |
| 6  | Lilongwe      | 1 november 1978   | CECAFA Cup 1978              | Malawi − Kenia | 1 − 0   |
| 7  | Lilongwe      | 17 november 1978  | CECAFA Cup 1978              | Malawi − Kenia | 2 − 0   |
| 8  | Nairobi       | 17 november 1979  | CECAFA Cup 1979              | Kenia − Malawi | 2 − 3   |
| 9  | Lilongwe      | 19 november 1980  | CECAFA Cup 1980              | Malawi − Kenia | 1 − 0   |
| 10 | Dodoma        | 14 november 1981  | CECAFA Cup 1981              | Kenia − Malawi | 1 − 0   |
| 11 | Nairobi       | 23 november 1983  | CECAFA Cup 1983              | Kenia − Malawi | 2 − 0   |
| 12 | Blantyre      | 6 juli 1984       | Vriendschappelijk            | Malawi − Kenia | 2 − 1   |
| 13 | Lilongwe      | 8 juli 1984       | Vriendschappelijk            | Malawi − Kenia | 1 − 1   |
| 14 | Mzuzu         | 10 juli 1984      | Vriendschappelijk            | Malawi − Kenia | 0 − 0   |
| 15 | Mbale         | 2 december 1984   | CECAFA Cup 1984              | Kenia − Malawi | 1 − 2   |
| 16 | Nairobi       | 10 augustus 1987  | Afrikaanse Spelen 1987       | Malawi − Kenia | 1 − 1   |
| 17 | Lilongwe      | 12 november 1988  | CECAFA Cup 1988              | Malawi − Kenia | 3 − 0   |
| 18 | Nairobi       | 7 januari 1989    | WK 1990 kwalificatie         | Kenia − Malawi | 1 − 1   |
| 19 | Lilongwe      | 24 juni 1989      | WK 1990 kwalificatie         | Malawi − Kenia | 1 − 0   |
| 20 | Blantyre      | 14 juli 1989      | Afrika Cup 1990 kwalificatie | Malawi − Kenia | 2 − 3   |
| 21 | Nairobi       | 29 juli 1989      | Afrika Cup 1990 kwalificatie | Kenia − Malawi | 0 − 0   |
| 22 | Nairobi       | 14 december 1989  | CECAFA Cup 1989              | Kenia − Malawi | 0 − 1   |
| 23 | Blantyre      | 6 juli 1991       | Vriendschappelijk            | Malawi − Kenia | 0 − 2   |
| 24 | Lilongwe      | 8 juli 1991       | Vriendschappelijk            | Malawi − Kenia | 1 − 1   |
| 25 | Mzuzu         | 10 juli 1991      | Vriendschappelijk            | Malawi − Kenia | 1 − 1   |
| 26 | Kampala       | 28 november 1991  | CECAFA Cup 1991              | Kenia − Malawi | 1 − 0   |
| 27 | Nairobi       | 4 januari 1997    | Vriendschappelijk            | Kenia − Malawi | 0 − 0   |
| 28 | Mombasa       | 5 januari 1997    | Vriendschappelijk            | Kenia − Malawi | 2 − 2   |
| 29 | Blantyre      | 8 april 2000      | WK 2002 kwalificatie         | Malawi − Kenia | 2 − 0   |
| 30 | Nairobi       | 22 april 2000     | WK 2002 kwalificatie         | Kenia − Malawi | 0 − 0   |
| 31 | Nairobi       | 4 september 2004  | WK 2006 kwalificatie         | Kenia − Malawi | 3 − 2   |
| 32 | Blantyre      | 8 oktober 2005    | WK 2006 kwalificatie         | Malawi − Kenia | 3 − 0   |
| 33 | Dar es Salaam | 29 november 2010  | CECAFA Cup 2010              | Malawi − Kenia | 3 − 2   |
| 34 | Dar es Salaam | 28 november 2011  | CECAFA Cup 2011              | Kenia − Malawi | 0 − 2   |
| 35 | Nairobi       | 2 juni 2012       | WK 2014 kwalificatie         | Kenia − Malawi | 0 − 0   |
| 36 | Kampala       | 4 december 2012   | CECAFA Cup 2012              | Kenia − Malawi | 1 − 0   |
| 37 | Blantyre      | 12 juni 2013      | WK 2014 kwalificatie         | Malawi − Kenia | 2 − 2   |
| 38 | Nairobi       | 11 september 2018 | Vriendschappelijk            | Kenia − Malawi | 1 − 0   |
| 39 | Lilongwe      | 23 maart 2024     | Vriendschappelijk            | Malawi − Kenia | 0 − 4   |

## Samenvatting
| Competitie              | Totaal gespeeld | Winst Kenia | Gelijk | Winst Malawi | Doelsaldo Kenia – Malawi |
| ----------------------- | --------------- | ----------- | ------ | ------------ | ------------------------ |
| WK-kwalificatie         | 8               | 1           | 4      | 3            | 6 − 11                   |
| Afrika Cup-kwalificatie | 2               | 1           | 1      | 0            | 3 − 2                    |
| Afrikaanse Spelen       | 1               | 0           | 1      | 0            | 1 − 1                    |
| CECAFA Cup              | 16              | 4           | 2      | 10           | 13 − 22                  |
| Vriendschappelijk       | 12              | 3           | 7      | 2            | 15 − 10                  |
| Totaal                  | 39              | 9           | 15     | 15           | 38 − 46                  |

KFF · Selecties · Keniaans vrouwenelftal
1926 – 1939 · 
1940 – 1949 · 
1950 – 1959 · 
1960 – 1969 · 
1970 – 1979 · 
1980 – 1989 · 
1990 – 1999 · 
2000 – 2009 · 
2010 – 2019 ·
2020 − 2029
Algerije ·
Angola ·
Australië ·
Bahrein ·
Botswana ·
Burkina Faso ·
Burundi ·
Centraal-Afrikaanse Republiek ·
China ·
Comoren ·
Congo-Brazzaville ·
Congo-Kinshasa ·
Djibouti ·
Egypte ·
Equatoriaal-Guinea ·
Eritrea ·
Ethiopië ·
Gabon ·
Gambia ·
Ghana ·
Guinee ·
Guinee-Bissau ·
India ·
Indonesië ·
Irak ·
Iran ·
Ivoorkust ·
Jemen ·
Jordanië ·
Kaapverdië ·
Kameroen ·
Koeweit ·
Lesotho ·
Liberia ·
Libië ·
Madagaskar ·
Malawi ·
Maleisië ·
Mali ·
Marokko ·
Mauritanië ·
Mauritius ·
Mozambique ·
Namibië ·
Nieuw-Zeeland ·
Nigeria ·
Oeganda ·
Oman ·
Pakistan ·
Qatar ·
Rusland ·
Rwanda ·
Senegal ·
Seychellen ·
Sierra Leone ·
Soedan ·
Somalië ·
Swaziland ·
Taiwan ·
Tanzania ·
Thailand ·
Togo ·
Trinidad en Tobago ·
Tunesië ·
Verenigde Arabische Emiraten ·
Zambia ·
Zimbabwe ·
Zuid-Afrika ·
Zuid-Korea ·
Zuid-Soedan ·
Zwitserland
FAM · 
Bondscoaches · 
Topscorers · 
Malawisch vrouwenelftal
1962 - 1969 · 
1970 - 1979 · 
1980 - 1989 · 
1990 - 1999 · 
2000 – 2009 · 
2010 – 2019 ·
2020 − 2029
Algerije ·
Angola ·
Bangladesh ·
Benin ·
Botswana ·
Burkina Faso ·
Burundi ·
Comoren ·
Congo-Brazzaville ·
Congo-Kinshasa ·
Djibouti ·
Egypte ·
Equatoriaal-Guinea ·
Eritrea ·
Ethiopië ·
Gabon ·
Ghana ·
Guinee ·
Ivoorkust ·
Jemen ·
Kameroen ·
Kenia ·
Lesotho ·
Liberia ·
Libië ·
Madagaskar ·
Mali ·
Marokko ·
Mauritius ·
Mozambique ·
Namibië ·
Nigeria ·
Oeganda ·
Rwanda ·
Sao Tomé en Principe ·
Senegal ·
Seychellen ·
Sierra Leone ·
Soedan ·
Somalië ·
Swaziland ·
Tanzania ·
Togo ·
Tsjaad ·
Tunesië ·
Zambia ·
Zimbabwe ·
Zuid-Afrika ·
Zuid-Soedan